# Cannibalisme de l'automne
Cannibalisme d'automne est une huile sur toile peinte par Salvador Dalí en 1936. Elle appartint à l'origine à la collection d'Edward James et est actuellement exposée à la galerie Tate à Londres.

## Contexte
La toile fut réalisée par Dali en 1936, lorsque la guerre civile espagnole était sur le point d'éclater, et ce fut cette situation qui inspira l'artiste. L'image reproduit deux êtres, un homme et une femme, aux chairs molles et coulantes, imbriqués l'un dans l'autre. La fluidification a deux valeurs pour Dali : c'est d'une part une décomposition de mort qu'il accompagne souvent de fourmis, d'autre part, elle lui suggère  le merveilleux de l'amour, l'union profonde des amants qui se consomment et s'unissent.
La guerre est connectée de manière complexe dans l'érotisme manifeste d'un baiser cannibale. Pour J. Crée, « le peintre fait superbement la liaison entre l'acte d'amour et l'envie de manger l'autre : chacune des deux Espagnes s'en met plein les babines ».
Comme dans nombre de ses toiles sur le sujet (la Girafe en feu), la femme est faite de tiroirs qui évoquent les couches inconscientes, qui peut être à la fois associée à l'érotisme féminin et à la boîte de Pandore de la guerre civile.
Ironie du sort, au moment même où l'Espagne sombrait dans la guerre civile, Dali eut un énorme succès aux États-Unis comme figure majeure d'une exposition sur le surréalisme au Musée d'Art Moderne de New York et fit la Une du Times Magazine en décembre 1936.